# Bordzjomi (gemeente)
Bordzjomi (Georgisch: ბორჯომის მუნიციპალიტეტი, Bordzjomis moenitsipaliteti) is een gemeente in het zuiden van Georgië met ongeveer 24.500 inwoners (2024) en een oppervlakte van 1.189 km², gelegen in de regio Samtsche-Dzjavacheti. De gelijknamige stad is het bestuurlijk centrum.
De gemeente is gesitueerd in een bergachtig gebied dat gevormd wordt door de Mescheti- en Trialetigebergtes. De Mtkvari is de belangrijkste rivier door de gemeente die deze twee gebergtes scheidt. De stad Bordzjomi is een populaire toeristische zomerbestemming, terwijl het nabijgelegen Bakoeriani een populair Georgisch wintersportgebied is.

## Geschiedenis
Het gebied van de hedendaagse gemeente Bordzjomi lag in de middeleeuwen in het vorstendom Samtsche (Samtsche-Saatabago, of ook wel Mescheti). Dit vorstendom werd in de 15e eeuw onafhankelijk van het Koninkrijk Georgië, maar werd in de 16e eeuw door zowel het Ottomaanse Rijk als Safavidisch Perzië bevochten. Door de Vrede van Amasya in 1555 kwam Bordzjomi in Perzisch gecontroleerd gebied te liggen waarbij de huidige noordwestelijke grens van de gemeente over het Meschetigebergte ongeveer de bestandslijn met het Ottomaanse Rijk was. In de 17e eeuw bleef het gebied in tegenstelling tot andere delen van Samtsche-Dzjavacheti onder Perzische controle.

### Russisch gezag

Oejezd Gori met linkonder het district Bordzjomi (I).

In de 18e eeuw werd het gebied wederom betwist toen het Georgische koninkrijk Kartli-Kachetië zich los probeerde te worstelen van zowel de Perzen als de Turken. Dit liep met Russische steun uit op een mislukking bij Aspindza, maar ontdeed het gebied rond Bordzjomi zich van de Perzen, en kwam het in het Koninkrijk Kartli-Kachetië te liggen. Vanaf 1802 kwam het gebied onder keizerlijk Russisch gezag, waarna de contouren werden geschapen van de moderne bestuurlijke indeling.
Het gebied werd vervolgens vanaf 1840 bestuurlijk onderdeel van het nieuwe oejezd Gori, dat deel uitmaakte van het gouvernement Georgië-Imeretië. Het oejezd Gori werd met de splitsing van dat gouvernement in 1846 bij het gouvernement Tiflis ingedeeld. Het oejezd Gori was onderverdeeld in vijf districten (zogeheten oetsjastok, Russisch: yча́сток). Het gebied van de hedendaagse gemeente Bordzjomi was een van deze eenheden (Боржомскій yча́сток, Bordzjomskíy oetsjastok). 

### Moderne bestuurlijke indeling
Deze indeling bleef met wat korte onderbrekingen in stand tot de Sovjetverovering van de Democratische Republiek Georgië in 1921 en de bestuurlijke hervorming in 1930. Toen werden de oejezden afgeschaft en kwamen er kleinere rajons (districten) ter grootte van de oetsjastokken voor terug. Het oetsjastok Bordzjomi in 1930 het rajon Bordzjomi. Na de onafhankelijkheid van Georgië werd het district in 1995 ingedeeld bij de nieuw gevormde regio (mchare) Samtsche-Dzjavacheti, en werd het district in 2006 omgevormd naar gemeente.

## Geografie
Bordzjomi grenst in het zuiden aan de gemeenten Achaltsiche, Aspindza en Achalkalaki. In het oosten grens de gemeente aan Tsalka (regio Kvemo Kartli en langs de noordrand aan Gori, Kareli en Chasjoeri (allen in de regio Sjida Kartli). De noordwestflank ten slotte grenst aan Charagaoeli in de regio Imereti. De historische regio Tori komt overeen met een groot deel van de gemeente.
Door de gemeente stroomt vanuit het zuidwesten in noordoostelijke richting de rivier Mtkvari, Georgiës belangrijkste rivier. De kloof van de rivier is de scheiding tussen twee belangrijke subgebergtes van de Kleine Kaukasus die in de gemeente liggen, het Meschetigebergte ten westen en het Trialetigebergte ten oosten van de Mtkvari. De bergen hebben een maximale hoogte tussen de 2.500 en 2.851 meter boven zeeniveau. De Sjaviklde is met 2851 meter de hoogste berg van de gemeente op het driegemeentenpunt met Aspindza en Achalkalaki.

## Demografie
Begin 2024 telde de gemeente Bordzjomi 24.525 inwoners, een geringe daling ten opzichte van de volkstelling van 2014. Het gemeentelijk centrum Bordzjomi groeide met ongeveer 6% in dezelfde periode.
| Gemeente                                                                | -     | -     | 37.437 | 37.010 | 39.661 | 40.796 | 41.266 | 32.422 | 25.214 | 24.983 | 24.525 |  |  |  |
|                                                                         |       |       |        |        |        |        |        |        |        |        |        |  |  |  |
| Bordzjomi                                                               | 3.913 | 5.372 | 14.317 | 15.332 | 16.316 | 18.059 | 19.007 | 14.445 | 10.546 | 11.085 | 11.173 |  |  |  |
| Achaldaba                                                               | -     | -     | -      | -      | 2.583  | 2.504  | 2.440  | 2.377  | 1.586  | 1.780  | 1.765  |  |  |  |
| Bakoeriani                                                              | -     | 823   | 1.773  | 4.650  | 4.361  | 4.395  | 4.588  | 1.985  | 1.879  | 1.640  | 1.781  |  |  |  |
| Tsagveri                                                                | -     | 596   | 1.225  | 3.187  | 1.275  | 1.192  | 1.144  | 1.051  | 799    | 716    | 642    |  |  |  |
| Bakoerianis Andeziti                                                    | -     | -     | -      | -      | 403    | 387    | 488    | 514    | 352    | 457    | -      |  |  |  |
| Verantwoording data: Bevolkingsstatistiek Georgië 1897 tot heden. Noot: |       |       |        |        |        |        |        |        |        |        |        |  |  |  |

### Etniciteit en religie

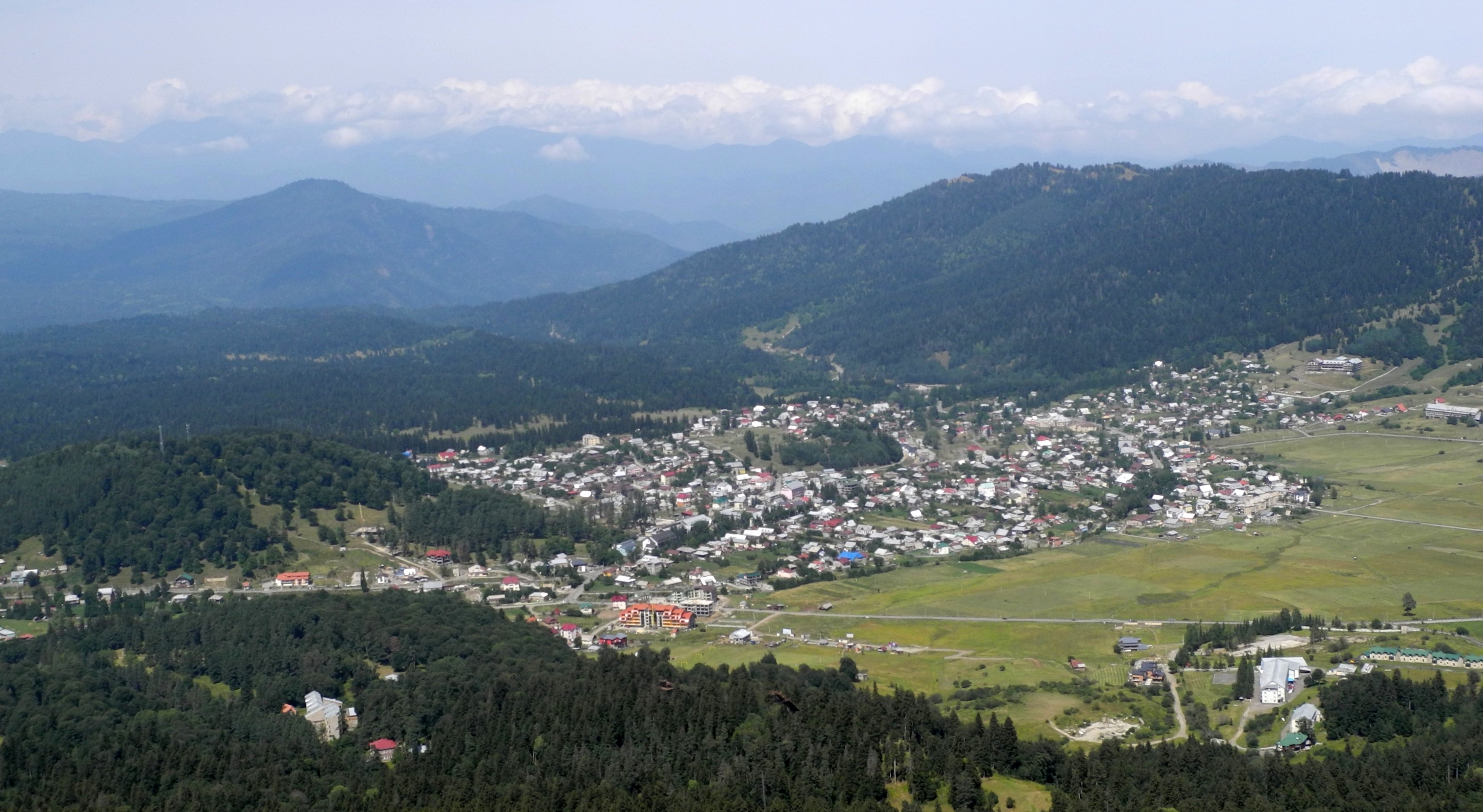
Bakoeriani

De bevolking van Bordzjomi bestond volgens de volkstelling van 2014 in meerderheid uit Georgiërs (87,2%), gevolgd door Armeniërs (8,6%). Andere minderheden waren Osseten (1,3%), Grieken (1,2%), Russen (1,1%), Oekraïners (0,3%) en enkele Azerbeidzjanen, Joden, Assyriërs en Abchaziërs. Het grootste deel van de inwoners was volgens deze volkstelling [Georgisch-Orthodox (94,2%). Religieuze minderheden waren Armeens-Apostolen (3,9%),jehova's (0,5%), katholieken en moslims.
De relatief grote groep van ruim 300 Osseten woont voornamelijk in Bakoeriani en is een overblijfsel uit de periode dat er grote Osseetse gemeenschappen in het Trialetigebergte woonachtig waren. Deze zijn sinds de etnische conflicten begin jaren 1990 vrijwel geheel verdwenen.

## Administratieve onderverdeling

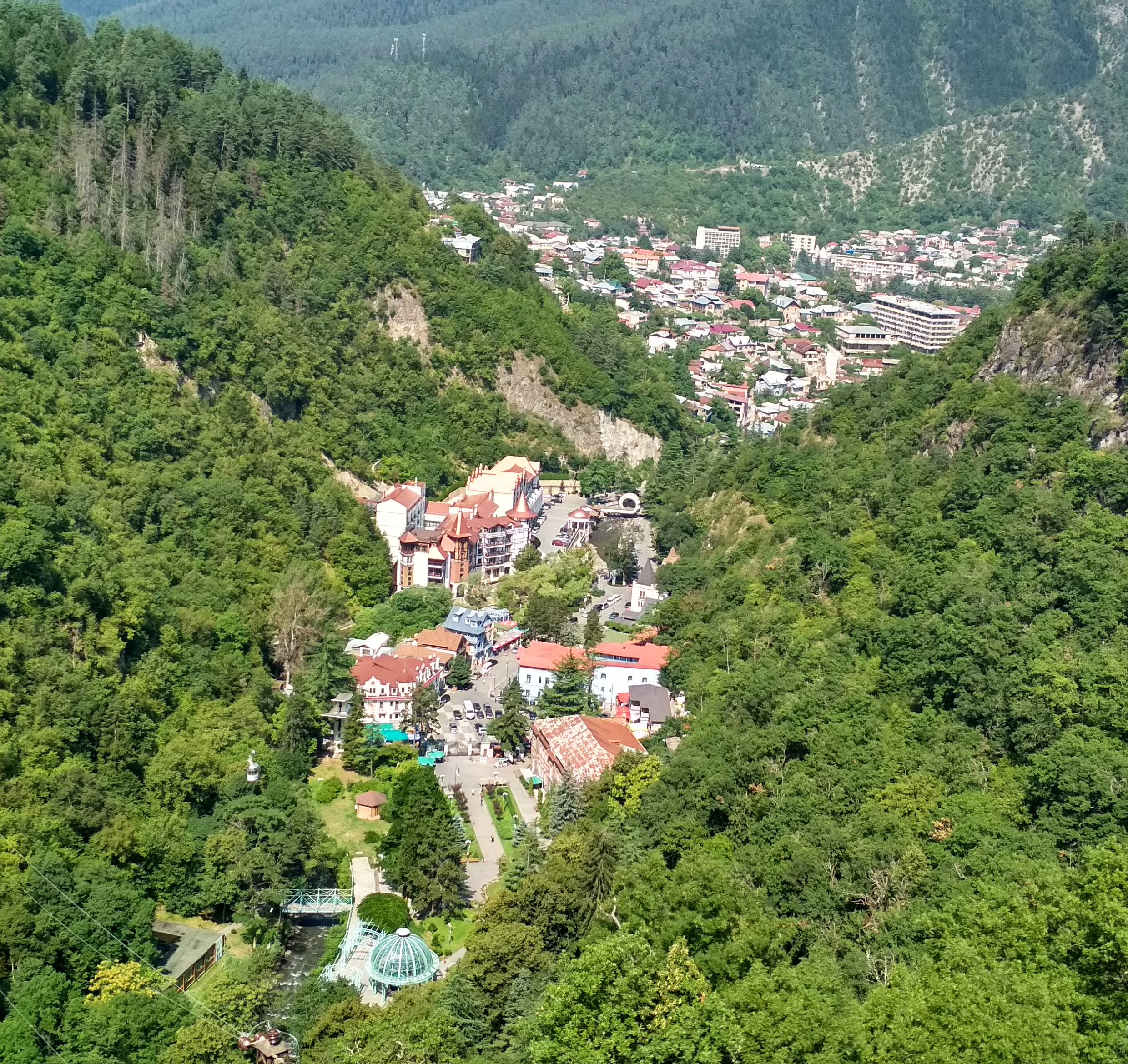
Gemeentelijk centrum Bordzjomi.

De gemeente Bordzjomi is administratief onderverdeeld in 11 gemeenschappen (თემი, temi) met in totaal 40 dorpen (სოფელი, sopeli). Er zijn drie 'nederzettingen met een stedelijk karakter' (დაბა, daba) en één stad (ქალაქი, kalaki).
- stad: Bordzjomi;
- daba: Achaldaba, Bakoeriani en Tsagveri;
- dorpen: in totaal 40, waaronder Bakoerianis Andeziti (tot 2018 een daba).

## Bestuur
De gemeenteraad van Bordzjomi (Georgisch: საკრებულო, sakreboelo) is het vertegenwoordigend orgaan met 33 leden, dat elke vier jaar wordt gekozen in een gemengd kiesstelsel. Een deel van de raad wordt via enkelvoudige kiesdistricten gekozen en een deel via evenredige vertegenwoordiging van gesloten partijlijsten, waarvoor een kiesdrempel geldt van drie procent.
| Partij | Partij                             | 2014 | 2017 | 2021 |
| ------ | ---------------------------------- | ---- | ---- | ---- |
|        | Georgische Droom (GD)              | 17   | 13   | 24   |
|        | Verenigde Nationale Beweging (UNM) | 2    | 2    | 7    |
|        | Patriotten van Georgië             | 2    | 11   | 1    |
|        | Overige partijen                   | 5    | 2    | 1    |
| Totaal | Totaal                             | 26   | 28   | 33   |

## Bezienswaardigheden

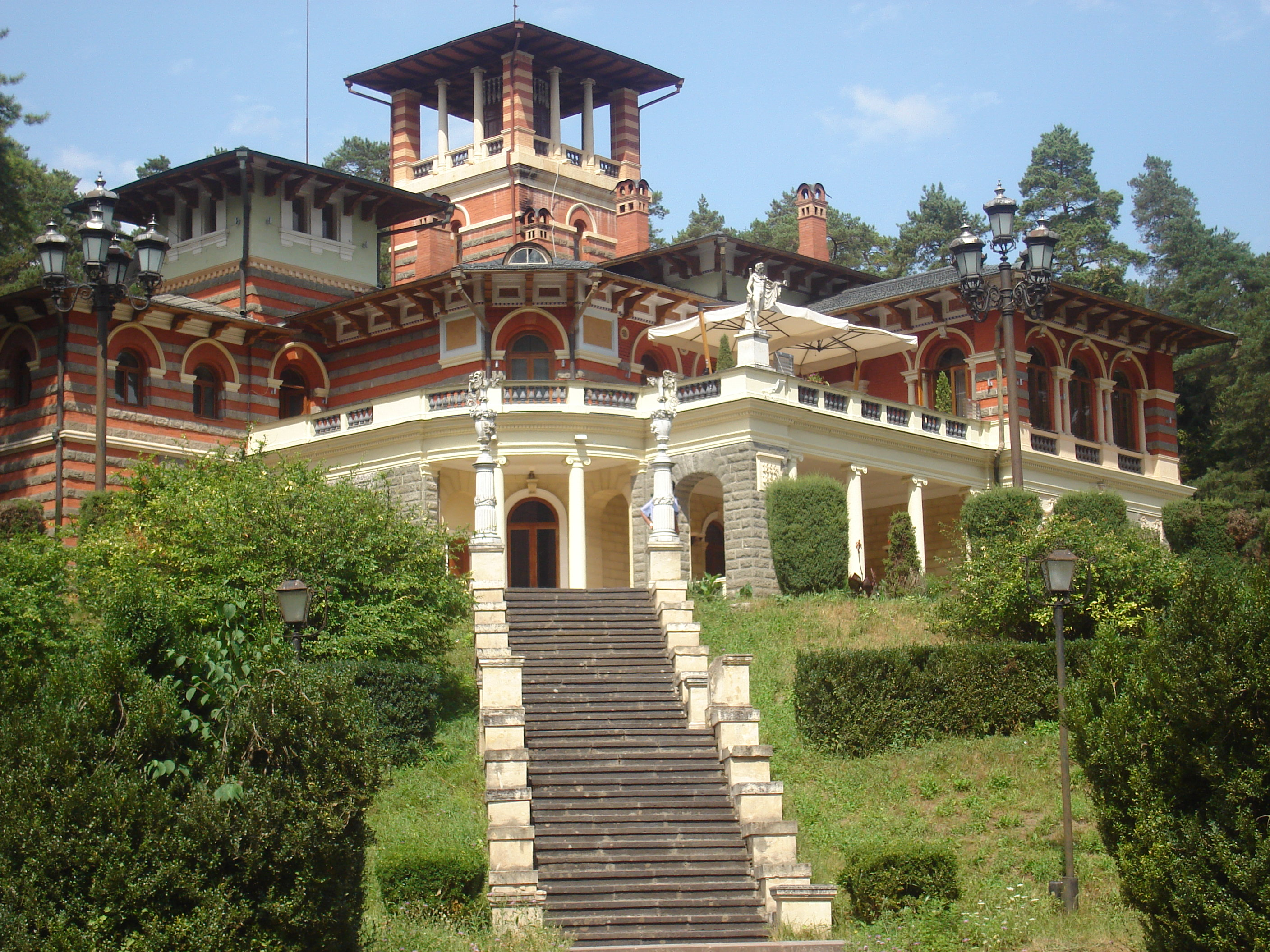
Likani

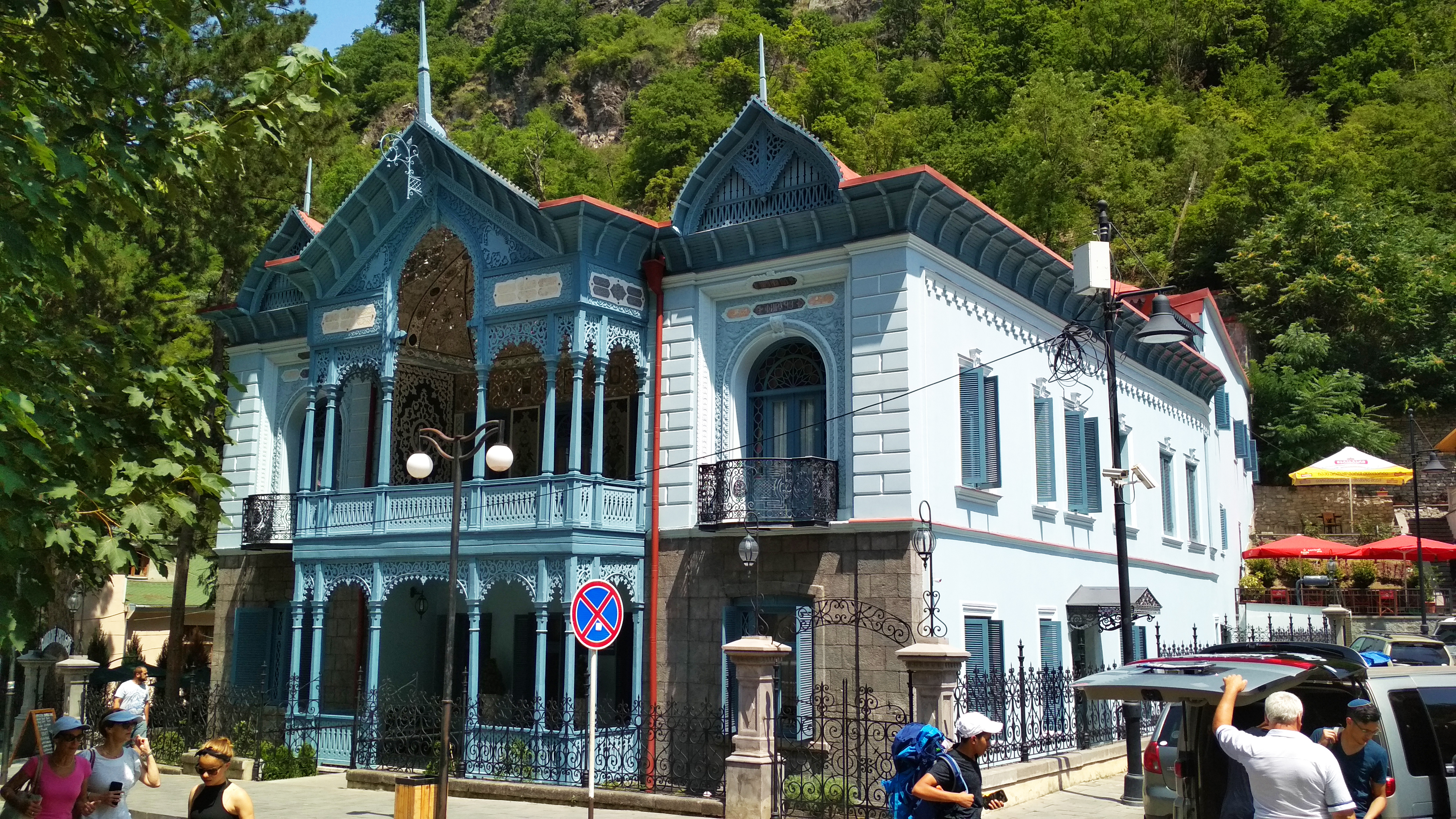
Voormalige zomerresidentie Perzische ambassadeur, nu hotel

In de gemeente zijn diverse bezienswaardigheden, maar de belangrijkste zijn:
- De stad Bordzjomi. Het gebied rond Centraal Park is de voornaamste toeristische trekpleister en was een zomerverblijf van de Russische keizerlijke familie. Het bekende bronwater met dezelfde naam komt hier sinds de 19e eeuw vandaan.
- Likani net buiten Bordzjomi, waar het zomerpaleis van de Romanov's staat.
- Bakoeriani, een wintersportgebied in de bergen buiten Bordzjomi.
- Nationaal park Bordzjomi-Charagaoeli, een natuurgebied van 760 km²

## Vervoer

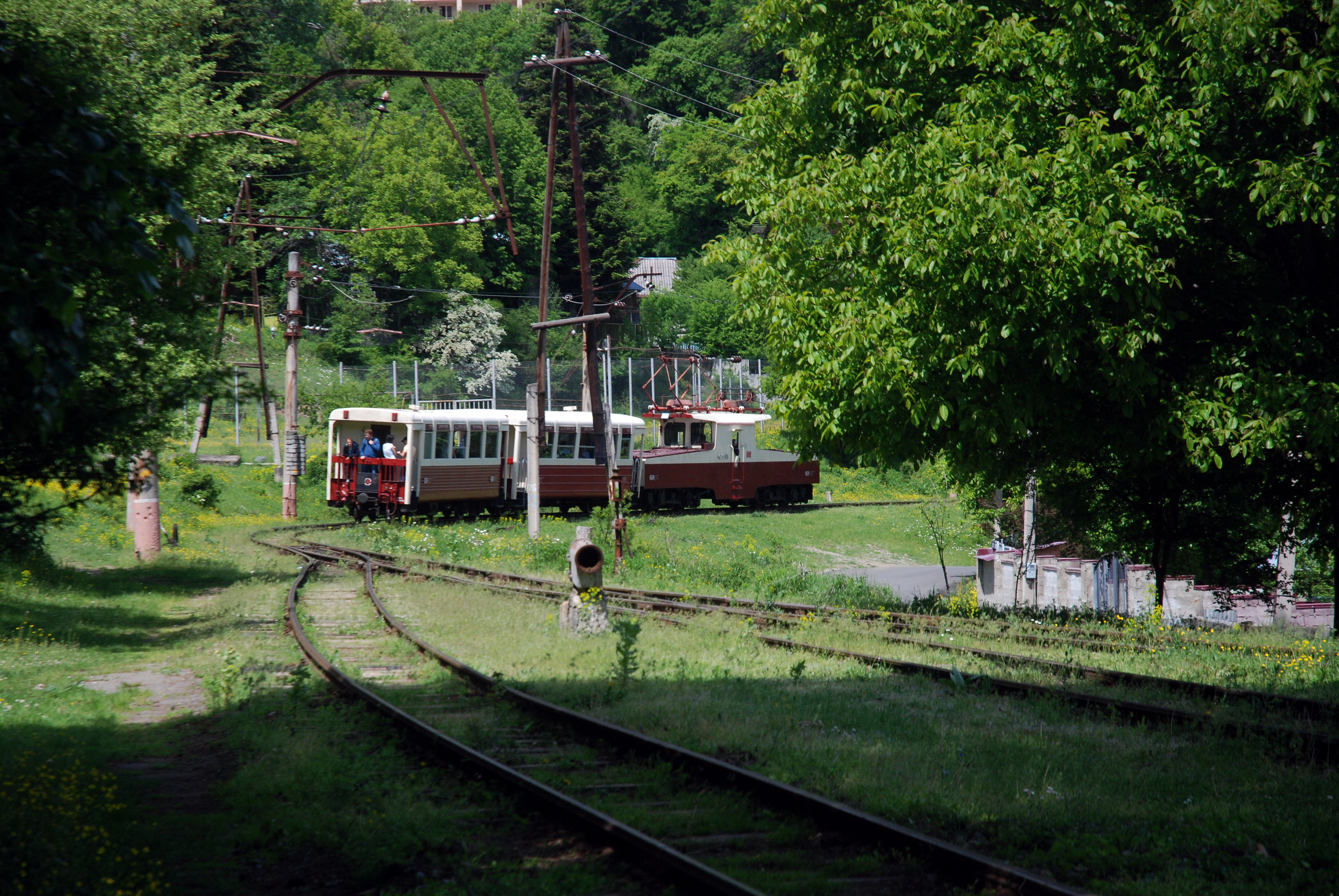
Bordzjomi - Bakoeriani "Koekoesjka" trein, in Tsagveri

De belangrijkste doorgaande wegen door de gemeente zijn de Georgische routes van internationaal belang S8 die centraal Georgië en Tbilisi met Turkije verbindt via de steden Bordzjomi en Achaltsiche. Verder leidt de nationale route Sh20 vanaf Bordzjomi door het Trialetigebergte naar berg- en wintersportgebied Bakoeriani en verder naar Achalkalaki via de 2.417 meter hoge Tschratskaro-pas. 

### Spoorlijn
De stad Bordzjomi is het tegenwoordige eindpunt van de spoorlijn uit Chasjoeri, een aftakking van de Tbilisi - Poti spoorlijn. Sinds medio 2012 rijden er geen passagierstreinen meer door naar Achaltsiche en Vale. 
Bordzjomi is het beginpunt van de 37 kilometer lange smalspoorlijn naar het 900 meter hoger gelegen Bakoeriani. De bouw van de lijn begon in 1897 en werd in 1902 afgerond, waarna de lijn operationeel werd. Bij het dorp Tsagveri ontwierp Gustave Eiffel een kenmerkende brug die er nog steeds ligt. In 1966 werd de lijn geëlektrificeerd, waarna de kenmerkende Tsjechische "Krokodil" locomotieven werden geïntroduceerd. Ze staan in Georgië ook wel bekend als "Koekoesjka". Een rit duurt twee uur en dertig minuten per enkele reis. De dienstregeling bestaat uit twee treinen die elkaar in Tsagveri passeren.
In 2016 werden de spoorlijn en het materieel gerenoveerd, waarna de spoorlijn tot cultureel erfgoed werd verklaard. De lijn speelde een hoofdrol in aflevering 7 van het 18e seizoen (2018) van het tv-programma "Wie Is De Mol?". Sinds de coronapandemie is de spoorlijn niet meer in gebruik voor passagiersvervoer.